# 海江田麻貴
海江田 麻貴（かいえだ まき、1996年9月24日 - ）は、日本のモデル、ラジオパーソナリティ。鹿児島県出身。所属事務所はTRUSTAR。

## 人物
- 和田小、和田中、鶴丸高校、立命館大学スポーツ健康科学部卒業[2]
- 身長159cm、血液型B型
- 趣味・特技＝筋トレ、ランニング、ショッピング、ラジオパーソナリティ、書道
- チャームポイント＝笑顔、口角、長くて多いまつげ
- お気に入りの美容法＝半身浴、パック、メディキュット、リファ

## 出演

### テレビ
- TVN「いい福みつけ旅」（2019年7月25日 - ）※不定期出演

### ラジオパーソナリティ
- FM滋賀「Radiomax」第4週目レギュラー[3]

### イベント
- 関西コレクション（2017A/W）